# Loïc Badé
Loïc Badé (Sèvres, 2000. április 11. –) francia korosztályos válogatott labdarúgó, a spanyol Sevilla hátvédje kölcsönben a Rennes csapatától.

## Pályafutása

### Klubcsapatokban
Badé a franciaországi Sèvres városában született. Az ifjúsági pályafutását az Antony Sport, a Boulogne-Billancourt és a Paris csapatában kezdte, majd a Le Havre akadémiájánál folytatta.
2020-ban mutatkozott be a Le Havre másodosztályban szereplő felnőtt keretében. 2020 nyarán az első osztályú Lenshez igazolt. 2021. július 5-én ötéves szerződést kötött a Rennes együttesével. A 2022–23-as szezonban az angol Nottingham Forest és a spanyol első osztályban érdekelt Sevilla csapatát erősítette kölcsönben. A Sevillánál először a 2023. január 8-ai, Getafe ellen 2–1-re megnyert mérkőzés 68. percében, Júszef el-Neszjrí cseréjeként lépett pályára. Első gólját 2023. április 16-án, a Valencia ellen idegenben 2–0-ás győzelemmel zárult találkozón szerezte meg.

### A válogatottban
Badé 2021-ben tagja volt a francia U21-es válogatottnak. Először a 2021. szeptember 6-ai, Feröer ellen 1–1-es döntetlennel zárult U21-es EB-selejtezőn lépett pályára.

## Sikerei, díjai
- Sevilla:
  - Európa-liga: 2022–23

## Statisztikák
2023. május 4. szerint
| Klub                 | Szezon   | Osztály  | Bajnokság | Bajnokság | Kupa és Ligakupa | Kupa és Ligakupa | Nemzetközi | Nemzetközi | Összesen | Összesen |
| Klub                 | Szezon   | Osztály  | Meccs     | Gól       | Meccs            | Gól              | Meccs      | Gól        | Meccs    | Gól      |
| -------------------- | -------- | -------- | --------- | --------- | ---------------- | ---------------- | ---------- | ---------- | -------- | -------- |
| Le Havre             | 2019–20  | Ligue 2  | 7         | 0         | 0                | 0                | —          | —          | 7        | 0        |
| Lens                 | 2020–21  | Ligue 1  | 31        | 0         | 2                | 0                | —          | —          | 33       | 0        |
| Rennes               | 2021–22  | Ligue 1  | 14        | 0         | 2                | 0                | 5          | 1          | 21       | 1        |
| Rennes               | 2022–23  | Ligue 1  | 1         | 0         | 0                | 0                | —          | —          | 1        | 0        |
| Rennes               | Összesen | Összesen | 15        | 0         | 2                | 0                | 5          | 1          | 22       | 1        |
| Sevilla (kölcsönben) | 2022–23  | La Liga  | 15        | 1         | 2                | 0                | 3          | 1          | 20       | 2        |
| Összesen             | Összesen | Összesen | 68        | 1         | 6                | 0                | 8          | 2          | 82       | 3        |